# 舞姫 (酒造メーカー)
株式会社舞姫（まいひめ）は、長野県諏訪市に本社を置く日本の醸造企業である。
2014年7月1日に土橋四郎商店株式会社（旧社名：舞姫酒造株式会社）から酒造事業の譲渡を受け、酒類製造事業を開始した。
「翠露」「信州舞姫」の銘柄で清酒を製造・販売するほか、リキュール類も製造する。諏訪五蔵のひとつ｡

## 沿革
- 2014年7月1日 - 諏訪税務署が舞姫へ酒類製造免許を下付[2]。土橋四郎商店株式会社（旧社名：舞姫酒造株式会社）から事業譲渡の方法により酒造事業を取得。同日、舞姫が酒類製造事業を開始[3]。
- 2015年3月 - 信州舞姫「扇ラベル」をリリース。
- 2015年4月 - 地域ブランド「髙尾の天狗」をリリース。

## 代表的な銘柄
- 翠露
- 信州舞姫

## 「舞姫」の商標
- 「舞姫」の商標は、元は舞姫酒造が保有していたが、商標の更新を行わなかったため、同社の商標権が消滅した。このため、無法松酒造が「舞姫」の商標を2010年4月16日に出願した。舞姫酒造は異議を申し立てたものの認められず、2012年1月13日に拒絶査定が発送され、2012年8月3日に無法松酒造の商標権が確定した[4]。このため、2014年7月1日に事業譲渡を受けた株式会社舞姫は、新たに酒造事業を始めるに当たり、新しく登録した商標である「信州舞姫」を使用している[5]。